# Saint-Thélo
 Saint-Thélo  (en bretón Sant-Teliav) es una población y comuna francesa, situada en la región de Bretaña, departamento de Côtes-d'Armor, en el distrito de Saint-Brieuc y cantón de Uzel.

## Demografía
| 713 | 676 | 554 | 531 | 458 | 444 |
| Para los censos de 1962 a 1999 la población legal corresponde a la población sin duplicidades (Fuente: INSEE [Consultar]) |     |     |     |     |     |